# 張難先
張 難先（ちょう なんせん）は中華民国時代の政治家。中国国民党（国民政府）の政治家。名は輝灃、紹良であるが、一般に字の難先で知られる。号は義痴。

## 事跡

### 初期の活動
小規模の商家に生まれる。1904年（光緒30年）2月、宋教仁らと知り合う。「科学補習処」を組織し、革命派の活動に参加した。同年11月、蜂起を謀ったが、事前に漏れて科学補習処は閉鎖され、張難先は故郷へ逃亡した。1906年（光緒32年）、再び蜂起を謀って失敗し、投獄された。しかし翌年春に、病気のため保釈された。その後も、故郷で教育事業や実業に関わる傍らで革命派の宣伝を進める。1911年（宣統3年）の武昌起義にも参加したが、同志との対立により離脱した。
中華民国成立後は在野で教師などをつとめた。1918年（民国7年）、孫文の護法運動に参加した。しかし、外交部長伍廷芳の姿勢に反発し、辞職して再び故郷に帰った。1920年（民国9年）、北京に赴き、梁漱溟、蔡元培、李済深らと親交を結んだ。1923年（民国12年）、李の招聘に応じて広東省に赴き、西江善後督弁公署参議兼西江講武堂教官となった。1924年（民国13年）1月、中国国民党第1回全国代表大会に参加した。

### 行政官としての活躍
翌年10月、広西省榷運局局長に異動する。さらに1926年（民国15年）1月に、瓊崖各属行政専員として海南島の行政に携わった。同年11月、国民政府の監察院監察委員に異動する。翌年6月に広東省政府委員兼土地庁庁長に就任した。このとき、広東省党部常務委員兼宣伝部長にも兼任している。この間の張難先の治績は良好で、国民政府内でも高く評価されている。
同年12月、湖北省政府主席張知本の下で財政庁長に任命される。張難先は省内財政改革に尽力した。しかし、1929年（民国18年）5月、蔣介石と反蔣派の抗争が激化したことに嫌気が差し、張知本と張難先は揃って辞任してしまった。
1930年（民国19年）12月、張静江の後任として張難先は浙江省政府主席に任命される。翌年9月の満洲事変勃発を受けて、張難先は省内で抗日の戦時体制を整えようとした。しかし、これを蔣介石に咎められ、12月に罷免されてしまった。
1932年（民国21年）、豫鄂皖剿匪総司令部党政委員会兼監察処主任に任じられ、中国共産党討伐に従事する。しかし張難先は、掃討や財務運用の方針をめぐって総司令部秘書長楊永泰と対立するようになる。さらに蔣介石の不興も買ったため、張は辞任して故郷に帰った。

### 和平推進とその後
日中戦争（抗日戦争）勃発後の1937年（民国26年）に、湖北省政府委員として政界に復帰する。1939年（民国28年）には同省民政庁長に就任する。1940年（民国29年）8月に辞任したが、その後は国民参政会参議員をつとめ、共産党との連携を強めた。1946年（民国35年）には、制憲国民大会代表にも選出されている。
1948年（民国37年）以降は、李書城らとともに「和平促進委員会」を結成し、国共内戦反対の運動を推進する。1949年（民国38年）に武漢を中国人民解放軍が占領すると、張難先はこれを歓迎し、武漢軍事委員会参議に任命された。
中華人民共和国成立後、張難先は中央人民政府委員となる。さらに1950年1月には中南軍政委員会副主席に任命された。1954年には、全国人民代表大会常務委員にも選出されている。
1968年9月11日、北京で死去。享年95（満94歳）。

## 注
1. ↑  例えば、ある共産党幹部の家族、親族を捕虜とした際に、楊永泰はこれを処刑するよう求めたが、張難先は赦免している。また、湖北省で徴収した税金につき、張難先はこれを民政に用いようとしたが、楊永泰は軍費に用いようとした。